# Kecskéd
Kecskéd je vas na Madžarskem, ki upravno spada pod podregijo Oroszlányi Županije Komárom-Esztergom.
Tu se nahaja tudi Letališče Kecskéd.